# Samsung Galaxy Store
Pour les autres sujets connus sous le nom Samsung, voir Samsung.
Le Samsung Galaxy Store, connu auparavant sous le nom Samsung Apps, est un magasin d'applications développé et distribué par Samsung sur ses appareils fonctionnant sous Android, Bada et Tizen.
Il existe depuis le 14 septembre 2009 et est disponible dans plus de 62 langues dont le français.

## Samsung Galaxy Apps
Le magasin d'applications est disponible depuis septembre 2009 en Asie et en Europe, et est maintenant[Quand ?] disponible dans plus de 118 pays.
On trouve les applications Dailymotion, Pages jaunes, Uno, Gameloft, Mappy, le Monde.fr...
On a besoin du logiciel Samsung Kies pour pouvoir y accéder depuis son ordinateur.
Il est possible d'utiliser le Galaxy Apps depuis les Galaxy Note (toutes générations), Galaxy S (toutes générations) mais aussi à partir des Galaxy Tab, Galaxy Tab S, Galaxy Grand 1 et 2, Galaxy Core, Galaxy Core Prime et bon nombre d'autres appareils de la gamme Samsung Galaxy. Pour ce qui est des Galaxy Gear, Gear 2, Gear S et Gear S2 il est nécessaire de passer par le smartphone et son application Gear Manager pour installer de nouvelles applications sur les montres.

## Téléchargements
En France, la plateforme de téléchargements a dépassé les 10 millions de téléchargements en février 2011 et en mai les 13 millions. Un dixième des applications ont été développées en France.
Fin mars 2011, Samsung a révélé que Galaxy Apps possédait 13 000 applications et que dans le monde, 100 millions de téléchargements ont été effectués. Le nombre d'applications était ensuite de 11 750 en octobre 2011 et enfin de 15478 en février 2012.
À noter qu'à eux seuls, l'Allemagne, la France et l'Espagne totalisent 40 % des téléchargements.

## Applications Samsung
- Bixby (anciennement S Voice)
- Samsung Health
- S Calendrier
- Story Album
- Samsung Gear
- Samsung Link
- Samsung Kick
- Samsung Level
- Samsung Smart Home
- Samsung Gear Fit Manager
- Samsung SmartSwitch
- Samsung SmartThings
- Modes Photo
- Samsung Knox
- Galaxy View Remote
- Samsung Tectiles
- Chef Collection
- Galaxy S5 Expérience
- Galaxy Note Expérience
- Galaxy S6 | S6 edge Expérience
- Galaxy S6 edge+ Expérience
- Galaxy Note 5 Expérience
- Gear S2 Expérience
- S Translator
- Vidéo Editor
- Nombreux filtres
- SideSync
- Game Tuner
- Optical Reader
- Samsung ChatON
- Charm by Samsung
- Samsung Power Sleep
- Samsung Internet
- Family Square
- iWork Converter
- Organize+

## Samsung Apps TV
On découvre en février 2011 que plus de 2 millions d'applications télévision ont été téléchargées. Le nombre de téléchargements a quintuplé pour atteindre 10 millions en octobre 2011, avec 1000 applications disponibles. En France, l'application la plus populaire est celle permettant d'effectuer la télévision de rattrapage : Smart Replay.
Mais le Samsung Apps TV n'est plus disponible sur les nouvelles Smart TV de Samsung lancé début 2015, Samsung voulant promouvoir son nouveau système d'exploitation Tizen avec son propre magasin d'applications tout aussi riche que le Samsung Apps TV.